# Forte do Alqueidão
O Forte do Alqueidão, também referido como Forte Grande, localiza-se a cerca de 2 kn a sul de Sobral de Monte Agraço, na freguesia de São Quintino, Município de Sobral de Monte Agraço, região Oeste e distrito de Lisboa, em Portugal. É uma das principais 152 estruturas fortificadas construídas sob a orientação do general Wellington, comandante das tropas luso-britânicas no período das invasões francesas, com o intuito de defender Lisboa das tropas napoleónicas.
A 439 metros de altitude, no alto da serra de Monte Agraço, integra um conjunto de oito fortificações (fortes e redutos) na região do Município, que integravam a 1ª das chamadas Linhas de Torres, cujo papel foi decisivo na vitória luso-britânica à época da 3ª invasão francesa do país. De sua posição o visitante descortina uma magífica vista da paisagem envolvente, alcançando mesmo, em dias claros, a serra de Sintra e as Portas do Sol, no Castelo de Santarém.
Neste forte estava instalado o posto de comando das Linhas, uma vez que se encontrava na cota mais alta de todo o sistema, adiante do qual se estendia o campo de batalha esperado. Dispunha de contato visual directo com a serra do Socorro, onde se articulavam os sinais de comunicação tanto para a zona de Torres Vedras como para o litoral.
O sítio foi desmatado, permitindo apreciar as posições de artilharia, as trincheiras e os fossos que reforçavam o complexo defensivo.
No verão de 2009 teve início a segunda campanha de prospeção arqueológica no forte, promovida pela Câmara Municipal de Sobral de Monte Agraço no âmbito do "Projecto Intermunicipal da Rota Histórica das Linhas de Torres", financiado pelo Mecanismo Financeiro EEA GRANTS.
Sob a direção do arqueólogo Artur Rocha, contou com a participação de jovens do Município integrados num programa municipal de ocupação de tempos livres, o "Jovens à Descoberta do Património".
As escavações arqueológicas efectuadas permitiram aos arqueólogos descobrir o Quartel do Governador, um paiol e uma estrutura de armazenamento de armamento, que os levou a concluir que o forte foi usado como posto de comando do general Wellington.
No município de Sobral de Monte Agraço encontram-se ainda os quartéis-generais de Arthur Wellesley, 1.º Duque de Wellington e de William Carr Beresford.